# 마르셀로 알레한드로 델가도
마르셀로 알레한드로 델가도(스페인어: Marcelo Alejandro Delgado, 1973년 3월 24일, 산타 페 주 카피탄 베르무데스 ~)는 아르헨티나의 은퇴한 축구 선수로, "노란머리"(Chelo)라는 별칭으로 잘 알려져 있다. 그는 주로 후방 공격수로 활동했다. 그는 아르헨티나 국가대표로도 활동했는데, 1996년 하계 올림픽과 1998년 월드컵에 참가했다. 그는 기술력과 마무리가 출중했다.
그는 로사리오 센트랄, 라싱 클루브, 보카 주니어스, 바르셀로나 스포르팅, 그리고 멕시코의 크루스 아술에서 활동했다. 그의 조카 루카스도 프로 축구 선수이다.

## 감독과 말년
2011년 여름, 델가도는 로스 안데스에서 라울 알프레도 카시니를 보좌할 수석 코치로 임명되었다. 둘은 2012년 9월 9일에 사퇴했다.
2013년, 델가도는 잠깐 아마추어 구단 포 에버를 맡았다. 2016년, 델가도는 유년 시절 활동했던 데펜소레스 데 비야에서 몇 경기 뛰었다.
2019년 12월 19일, 그의 지인이자 또다른 프로 선수였던 후안 로만 리켈메가 보카 주니어스 축구부의 부회장으로 취임하면서, 델가도도 보카 주니어스 축구부의 행정을 맡기 시작했다.

## 경력 통계

### 국가대표팀
출처:
| 아르헨티나 국가대표팀 | 아르헨티나 국가대표팀 | 아르헨티나 국가대표팀 |
| 연도                  | 출장                  | 골                    |
| --------------------- | --------------------- | --------------------- |
| 1995                  | 2                     | 0                     |
| 1996                  | 1                     | 0                     |
| 1997                  | 5                     | 0                     |
| 1998                  | 6                     | 0                     |
| 1999                  | 0                     | 0                     |
| 2000                  | 2                     | 0                     |
| 2001                  | 1                     | 0                     |
| 2002                  | 1                     | 0                     |
| 합계                  | 18                    | 0                     |

## 수상
보카 주니어스
- 아르헨티나 프리메라 디비시온
  - 아페르투라: 2000, 2005, 2006
- 코파 리베르타도레스: 2000, 2001, 2003
- 코파 수다메리카나: 2005
- 레코파 수다메리카나: 2005, 2006
- 인터콘티넨털컵: 2000

아르헨티나
- 하계 올림픽 은메달: 1996